# مقاطعة نيو لندن (كونيتيكت)
مقاطعة نيو لندن هي مقاطعة في كونيتيكت، بلغ عدد سكانها 274٬055  نسمة، في 2010، عاصمتها نيو لندن، تبلغ مساحتها 1٬999 كيلومتر مربع.

## الموقع
تشترك في الحدود مع:
- مقاطعة ويندهام (كونيتيكت).

## التقسيمات الإدارية
- نيو لندن.

## أعلام
- هنري بيمبر سميث
- تشارلز هارولد ديفيس